# Gamma Hydrae
Ne doit pas être confondu avec Gamma Hydri.
Désignations
Gamma Hydrae (γ Hya / γ Hydrae) est une étoile binaire de troisième magnitude de la constellation de l'Hydre. C'est la deuxième étoile la plus brillante de cette vaste constellation constituée d'étoiles généralement assez faibles. D'après la mesure de sa parallaxe annuelle par le satellite Hipparcos, le système est situé à environ 134 années-lumière de la Terre. Il se rapproche du Système solaire à une vitesse radiale de −4,9 km/s
Son étoile primaire, désignée Gamma Hydrae A, est une géante jaune de type spectral G8IIIa. Son compagnon, Gamma Hydrae B, est une faible étoile située à 1,6 seconde d'arc. Elle est estimée être 61 % aussi massive que le Soleil et elle apparaît partager un mouvement propre commun avec l'étoile primaire.